# サウスウェスト・アンパ・ガス田
サウスウェスト・アンパ・ガス田はブルネイ・ダルサラームの沖合20㎞の位置にある油田、ガス田。1963年にBrunei Shell Petroleum（シェルとブルネイ政府がそれぞれ50%ずつ出資した会社）が発見した同国初の海上油・ガス田であり、発見翌年の1964年から生産が開始された。採掘されたガスはパイプラインでルムットの液化天然ガス(LNG)製造プラントへと輸送され、そこで製造されたLNGの多くが日本へと輸出されている。

## 埋蔵資源
サウスウエスト・アンパ・ガス田はブライト川の河口から沖合に10-20km、水深10-40㎞に位置している。ガス田は北東方向に延びる断層によって分断されており、断層北側のメインフィールド、断層南側の南部エリアおよび21エリアの3つの区域からなっている。石油はメインフィールドと21エリアに均一に分布しており、南部エリアには天然ガスが埋蔵されている。原始埋蔵量は約2億2千万バレル、可採埋蔵量約1億7200万バレルと見積もられており、可採埋蔵量の内7.7％が原油およびコンデンセートの液体成分、92.3％がガス成分である。ガス田の貯留層は中新世後期から鮮新世の地層に位置しており、断層と堆積物によって100を超えるブロックに区画化された複雑な構造の油・ガス田である。

## 歴史
1954年にブルネイが国王宣言によって領海海底の大陸棚およびその地下に対する権利を主張すると、同年にシェルはブルネイ沖合における資源開発のライセンス契約を取得した。シェルは1956年にアンパ区域での初めての試掘を行い、そこでは資源の発見には至らなかったもののアンパ区域での探索の開始を決定した。アンパ区域での資源探索は最初固定式プラットフォームで行われたものの技術的な問題から試掘に難航したが、1963年には当時最新鋭の移動式海洋掘削装置であったZapata Off-Shore社のサイドワインダー式掘削リグを使用することで石油資源の発見に成功した。これはサイドワインダー式の掘削リグによる初めての成功例でもあった。発見翌年の1964年より生産が開始された。
生産初期にはリグでガス成分と原油を分離し、原油は軽質留分除去まで行った後に陸上へ輸送、ガス成分は2基の洋上有人プラットフォームで精製および圧縮が行われていた。1969年にブルネイ政府、シェル、三菱商事が出資するブルネイLNG社が設立され、同社は1970年代にかけて地上設備の開発によるインフラ整備のためルムットに大規模なLNG製造プラントを建設し精製工程の合理化を行った。ルムットのプラントの設計、建設は日揮が行い、1975年までに5系列のプラントが建設された。
サウスウェスト・アンパ・ガス田では400基以上のリグが稼働しており、1973年の生産ピーク時には一日当たり約12万バレルの石油と約6億7千万立方フィート（約1900万立方メートル）の天然ガスを産出した。2000年ごろではブルネイ全体で産出される石油の30％、天然ガスの57%の生産を上げていたものの、生産のピークは過ぎ同国の資源産出量に占める割合は2021年までに全体の約17%程度まで低下している。生産初期には190バールあった貯留層の圧力は1999年には約70バールまで低下しており、この圧力低下によっていくつかの油井では揚力不足による生産性の低下が起り始めた。2000年、ガス田の運営者であるBrunei Shell Petroleumは採掘寿命を延ばすためにサウスウエスト・アンパ・ガス田およびその北部に位置するフェアリー・ガス田に対して4億ドルの投資を行い、油井から原油と共に産出する同伴ガスを再度油井に戻し循環させることで貯留層の圧力を維持するシステムを導入した。これにより採掘寿命が延命されたが、それでも2028年には経済的に採掘可能な限界点に到達すると見られている。一方、ルムットのLNGプラントにおいても1994年および2010年に二度の近代化改修工事を行っており、2022年現在ではパイプラインによってサウスウエスト・アンパ・ガス田を含む5か所の洋上ガス田から移送されたガスを用いて操業し年間720トンの処理能力を有している。